# 末広村
末広村（すえひろむら）は、かつて新潟県東頸城郡にあった村。

## 沿革
- 1889年（明治22年）4月1日 - 町村制の施行により、東頸城郡猿俣村、印内村、山印内新田、大印内新田、横川新田、飯室新田、飯室村、山本村、今熊村、塔ケ崎村、石神村、石神新田、石神古川新田の区域をもって、東頸城郡末広村が発足する。
- 1897年（明治30年）11月15日 - 大字石神、塔ケ崎、石神新田及び石神古川新田の区域を中頸城郡明治村に編入する。
- 1901年（明治34年）11月1日 - 東頸城郡下保倉村及び末広村が合併して、東頸城郡下保倉村が発足する。